# Impulso (película)
Impulso es una película ecuatoriana, dirigida por Mateo Herrera; el filme cuenta la historia de Jéssica, joven que parte en busca de su padre, que nunca conoció.

## Producción
El director del película comenta: Quería hacer un largometraje de terror, aunque el resultado es una película de suspenso. También buscaba crear una película en blanco y negro, porque adoro este tipo de fotografía y soy un fanático del cine mudo. Por otro, quería incorporar rock en una película.

## Argumento
Impulso cuenta la historia de Jéssica (Cecilia Vallejo), joven de 17 años que, de Quito, donde vive con su abuela y su tía, parte a una hacienda del campo ecuatoriano en busca de su padre, que nunca conoció.
Allí es recibida por sus tíos y conoce a su primo de 20 años. El ambiente de la casa, primero es acogedor y familiar, va pasando el tiempo y va tomando tintes inquietantes que desconciertan a Jéssica y, mientras los dos jóvenes inician una relación amorosa, aparecen cada vez más acontecimientos extraños.

## Rodaje y escenarios
Fue una semana de filmación en Quito y 10 días en la hacienda Granoble, en Cayambe.

## Premios y nominaciones
Premio Gran Flechazo del Encuentro de cine de América Latina en el XXI Festival de Cine Latinoamericano de Toulouse, Francia.